# Lisa Gotto

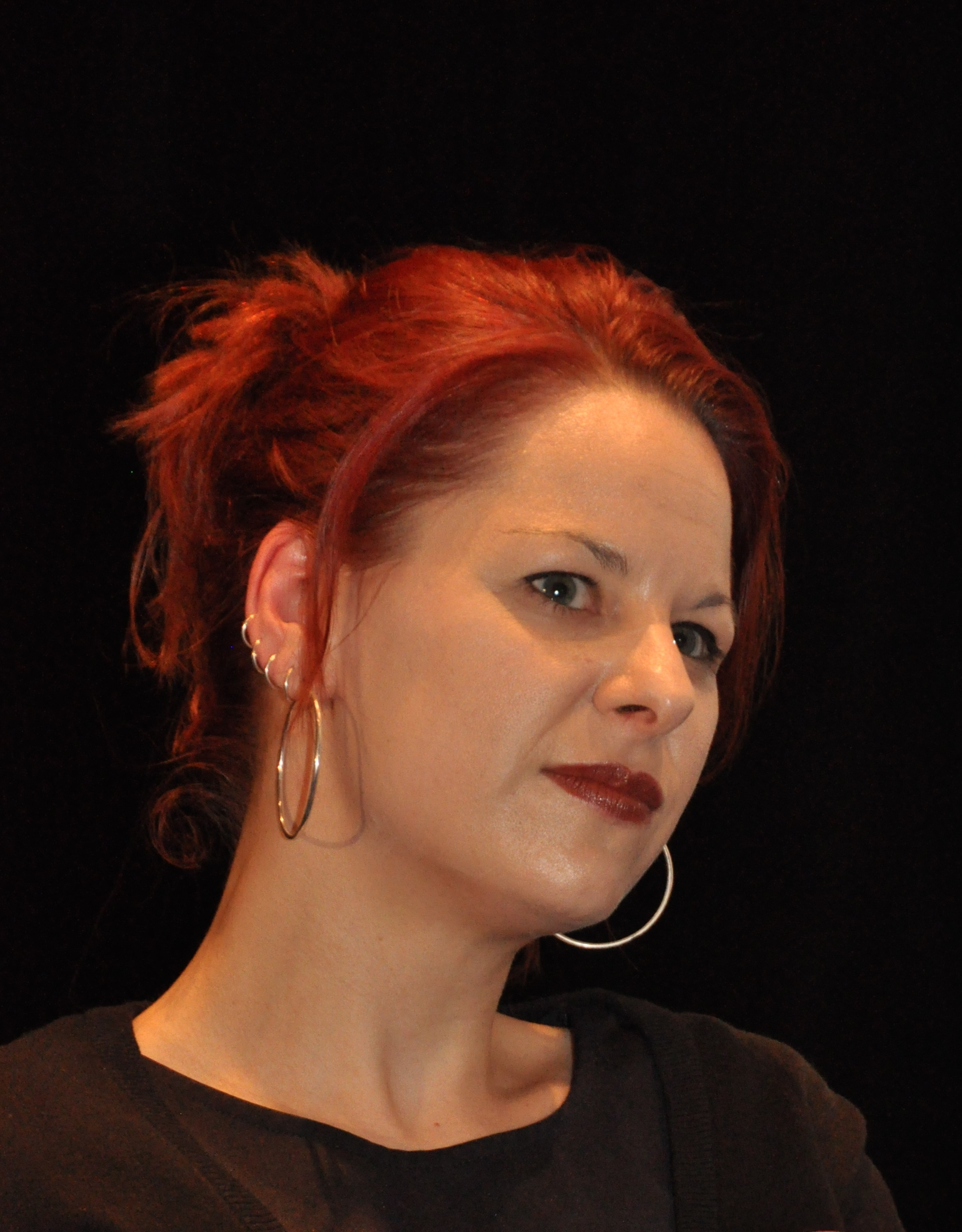
Lisa Gotto (Foto: 2010)

Lisa Gotto (* 4. Februar 1976 in Bonn) ist eine deutsche Film- und Medienwissenschaftlerin und Professorin für Theorie des Films am Institut für Theater-, Film- und Medienwissenschaft der Universität Wien Zuvor war sie Professorin für Filmwissenschaft an der Internationalen Filmschule Köln und Professorin für Media and Game Studies am Cologne Game Lab der TH Köln.

## Leben
Lisa Gotto studierte Theater-, Film- und Fernsehwissenschaft, Germanistik und Anglistik an der Ruhr-Universität Bochum, der University of Warwick und der Universität zu Köln. Von 2001 bis 2007 war sie wissenschaftliche Mitarbeiterin an der Bauhaus-Universität Weimar, von 2005 bis 2006 Assistentin an der HFF München. 2006 promovierte sie bei Lorenz Engell zum Dr. phil. Von 2007 bis 2008 war Gotto wissenschaftliche Mitarbeiterin an der Universität Mannheim, von 2008 bis 2010 Akademische Rätin an der Universität Regensburg. Zwischen 2009 und 2010 vertrat sie eine Professur für Medienwissenschaft an der Universität Mannheim. Von 2010 bis 2018 unterrichtete sie als Professorin für Filmwissenschaft (Filmgeschichte / Filmanalyse) an der ifs internationale filmschule köln, von 2016 bis 2018 zusätzlich als Professorin für Media und Game Studies am Cologne Game Lab der TH Köln. Zwischen 2011 und 2012 war sie Gastprofessorin an der Leuphana Universität Lüneburg, von April bis Juli 2018 war sie Fellow am Center for Advanced Internet Studies (CAIS). Seit 2012 gibt sie die Schriftenreihe Bild und Bit. Studien zur digitalen Medienkultur heraus (zusammen mit Gundolf S. Freyermuth), seit 2014 die Schriftenreihe Studien zum Theater, Film und Fernsehen (zusammen mit Renate Möhrmann und Thomas Wortmann). Sie ist Mitgründerin und Mitherausgeberin (zusammen mit Annette Simonis) des Periodicals Medienkomparatistik und Mitglied des Editorial Board der Zeitschrift Journal of Gaming and Virtual Worlds. Zu ihren Lehr- und Forschungsschwerpunkten gehören Film- und Medientheorie, Bildästhetik und digitale Medienkultur.

## Publikationen (Auswahl)
- Big Screens, Small Forms. Visual Varieties in Digital Media Culture. transcript, Bielefeld 2022.
- Passing and Posing between Black and White. Calibrating the Color Line in U.S. Cinema. transcript, Bielefeld 2021.
- Kino unter Druck. Filmkultur hinter dem Eisernen Vorhang. (zusammen mit Dominik Graf). Alexander, Berlin 2021.
- Hollywood im Zeitalter des Post Cinema. Eine kritische Bestandsaufnahme. Hg. von Lisa Gotto und Sebastian Lederle. transcript, Bielefeld 2020.
- Fernsehserie und Literatur. Facetten einer Medienbeziehung. Hg. von Vincent Fröhlich, Lisa Gotto und Jens Ruchatz. edition text + kritik, München 2019.
- Filmische Moderne: 60 Fragmente. Hg. von Oliver Fahle, Lisa Gotto, Britta Neitzel et al. transcript, Bielefeld 2019.
- Der Televisionär: Wolfgang Menges transmediales Werk. Hg. von Gundolf S. Freyermuth und Lisa Gotto. transcript, Bielefeld 2016.
- New Game  Plus: Perspektiven der Game Studies. Genres – Künste – Diskurse. Hg. von Benjamin Beil, Gundolf S. Freyermuth und Lisa Gotto. transcript, Bielefeld 2015.
- Jean Renoir (= Film-Konzepte 35) Hg. von Lisa Gotto. edition text + kritik, München 2014.
- Serious Games, Exergames, Exerlearning. Zur Transmedialisierung und Gamification des Wissenstransfers. Hg. von Gundolf S. Freyermuth, Lisa Gotto und Fabian Wallenfels. transcript, Bielefeld 2013.
- Bildwerte. Visualität in der digitalen Medienkultur. Hg. von Gundolf S. Freyermuth und Lisa Gotto. transcript, Bielefeld 2012.
- Eisenstein-Reader. Die wichtigsten Schriften zum Film. Hg. von Lisa Gotto mit einem Vorwort von Dominik Graf. Henschel, Leipzig 2011.
- Traum und Trauma in Schwarz-Weiß: Ethnische Grenzgänge im amerikanischen Film. UVK, Konstanz 2006.
- Vaterfiktionen. Zur Darstellung von Vaterfiguren im Hollywoodkino der 1980er und 1990er Jahre. ibidem, Stuttgart 2001.